# 규표

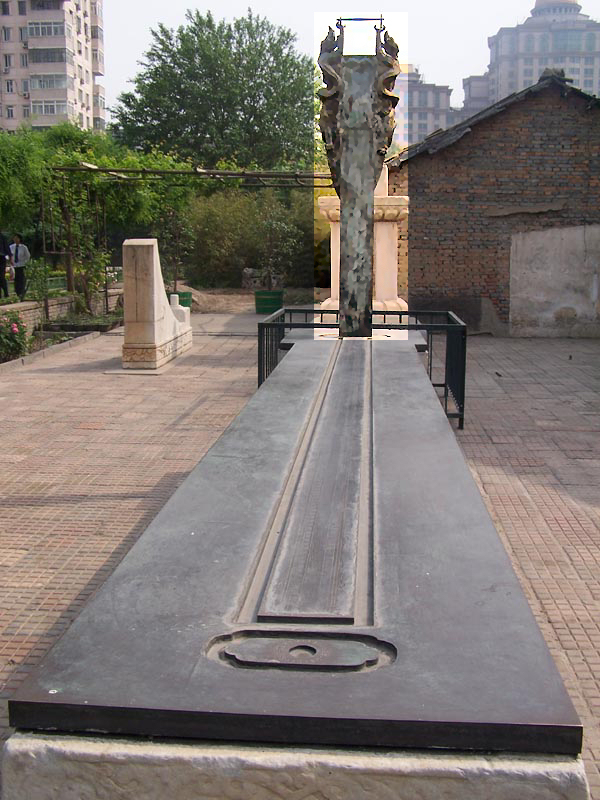
북경 관상대의 규표.

규표(圭表, 영어: gnomon 노몬[*])는 태양에 의한 그림자를 측정해서 시간, 계절, 절기 따위를 가늠하는 도구다. 가장 원시적인 해시계의 일종이다. 막대나 기둥처럼 세운 것을 표(表) 또는 비(髀) 또는 얼(臬)이라 하고, 규(圭)란 표의 그림자가 드리우는 바닥의 눈금을 말한다.